# 뱅크·모뉴먼트역
뱅크·모뉴먼트역은 런던 지하철의 역으로 전체 역 중 일곱 번째로 복잡하다. 다섯개의 지하철 노선과 하나의 경전철 노선을 제공하며 출입구나 플랫폼은 분리되어 있지만 공식적으로는 뱅크·모뉴먼트 컴플렉스라는 이름으로 운영된다. 역명은 인근에 있는 영국 은행(Bank of England)과 런던 대화재 기념탑에서 따왔다.